# Маяк (Самарская область)
Маяк — посёлок в городском округе Новокуйбышевск Самарской области.
Расположен на берегу реки Чапаевка между городами Новокуйбышевск и Чапаевск, в 32 км к юго-западу от центра Самары. По окраине посёлка проходит ж.-д. линия Самара — Чапаевск, имеется остановочная платформа Маяк. Рядом с посёлком проходит автодорога Новокуйбышевск — Чапаевск.
С юго-запада к посёлку примыкает село Горки.

## История
В 1973 г. Указом Президиума ВС РСФСР поселок центральной усадьбы совхоза «Маяк» переименован в Маяк.

## Население
| 2010 |
| ---- |
| 1787 |